# Ahmed Marzouki
Ahmed Marzouki (àrab: أحمد المرزوقي, Aḥmad al-Marzūqī) (nascut el 1947 a Bouajoul, comuna de Sidi Yahya Bni Zeroual, província de Taounate) és un antic oficial militar marroquí que va ser desaparegut forçadament després de la seva implicació en el fallit cop d'estat de Skhirat de 1971.
Marzouki va estar presoner a Tazmamart, un antic i secret notori centre de detenció al Marroc durant el regnat de Hassan II. Detingut per primera vegada en 1973, finalment va ser alliberat en 1991, però ha patit assetjament estatal durant anys després i fins i tot ha patit agressions, com a Brussel·les el novembre de 2010. És l'autor d'un llibre sobre les seves experiències, Tazmamart Cellule 10 (Tazmamart Cell 10).